# Zdravko Divjak
Zdravko Divjak (Bjelovar, 30. svibnja 1956.), hrvatski plivač. Natjecao se za Jugoslaviju.
Natjecao se na Olimpijskim igrama 1976., a nastupio je u prednatjecanju na 100 i 200 metara, prsno.
Na Mediteranskim igrama 1971. osvojio je brončanu medalju u štafeti 4 x 100 metara, mješovito.
Bio je član zagrebačke Mladosti.